# Júlio Pomar

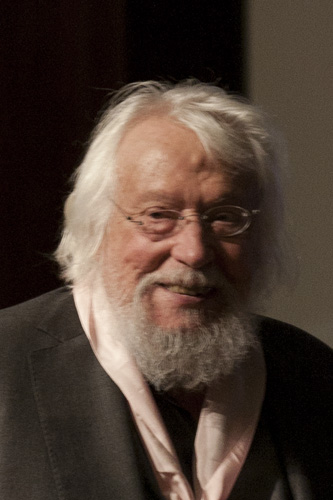
Júlio Pomar w 2013

Júlio Pomar (ur. 10 stycznia 1926 w Lizbonie, zm. 22 maja 2018) – portugalski malarz, ilustrator książek.

## Życiorys
Studiował na Akademii Sztuk Pięknych w Porto, gdzie dołączył do grona artystów niezależnych.
W latach 1945–1957 zaliczany był do nurtu neorealistów, następnie stał się neoekspresjonistą. Ilustrował książki dla dzieci autorstwa amerykańsko-portugalskiego powieściopisarza Richarda Zimlera.

## Odznaczenia
- Order Wolności
- Order Zasługi